# Regió de Trenčín
La Regió de Trenčín - Trenčiansky kraj (eslovac) - és una de les 8 regions (kraj) de la República d'Eslovàquia.
Té una àrea de 4.501,8 km² la qual representa el 9,2% de la superfície total d'Eslovàquia essent una de les regions més petites.
A finals de 2023 tenia una població de 658.102 habitants representant el 10,5% de la població total d'Eslovàquia.
La capital és Trenčín. Es divideix en els 9 districtes següents:
- Bánovce nad Bebravou
- Ilava
- Myjava
- Nové Mesto nad Váhom
- Partizánske
- Považská Bystrica
- Prievidza
- Púchov
- Trenčín

Té 276 municipis dels quals 18 son ciutats.

## Demografia
| Godina             | 1994    | 2004    | 2014    | 2024    |
| ------------------ | ------- | ------- | ------- | ------- |
| Nombre de persones | 608.990 | 601.392 | 591.233 | 565.572 |
| Diferència         |         | −1,24%  | −1,68%  | −4,34%  |

| Godina             | 2023    | 2024    |
| ------------------ | ------- | ------- |
| Nombre de persones | 568.102 | 565.572 |
| Diferència         |         | −0,44%  |